# OpenAPI規格
OpenAPI規格（英語：OpenAPI Specification, OAS），原稱Swagger規格，是種机器可读的接口描述语言規格以描述、生成、使用和可视化Web服务。  原先，是Swagger框架的一部分，2015年成为独立项目，由Linux基金会的开源合作项目OpenAPI Initiative监督。  
OpenAPI 描述 (OAD) 表示 API 的正式描述，機器可以依此生成代码、文档、测试用例等。OpenAPI 计划每年赞助一次 API 規格会议 (ASC)。该活动起源于举办多年的 API 战略与实践会议 (APIStrat)，并于 2016 年成为 OpenAPI 计划的一部分。

## 历史
2010年初，在线词典公司Wordnik工作的Tony Tam開發Swagger。 
2015年3月， SmartBear Software自Wordnik 的母公司 Reverb Technologies手上收购开源的Swagger API規格。 
2015年11月，SmartBear将Swagger 規格捐献给Linux基金会赞助的OpenAPI Initiative。其他创始成员包括3scale、Apigee、第一資本、Google、IBM、Intuit、微軟、PayPal和Restlet。
2016年1月1日，Swagger規格更名为OpenAPI規格（OAS），并移至新的GitHub目錄。 
2017年7月，OpenAPI 计划发布了規格的 3.0.0 版本。  MuleSoft是替代RESTful API 建模语言(RAML) 的主要贡献者，加入OpenAPI規格，开源其API建模框架工具。該工具可以將RAML输入轉換生成OAS文档。 

## 发布日期
| 版本  | 日期       | 注释                        |
| ----- | ---------- | --------------------------- |
| 3.1.0 | 2021-02-15 | OpenAPI 規格 3.1.0 发布     |
| 3.0.3 | 2020-02-20 | OpenAPI 規格 3.0.3 补丁版本 |
| 3.0.2 | 2018-10-08 | OpenAPI 規格 3.0.2 补丁版本 |
| 3.0.1 | 2017-12-06 | OpenAPI 規格 3.0.1 补丁版本 |
| 3.0.0 | 2017-07-26 | OpenAPI 規格 3.0.0 发布     |
| 2.0   | 2014-09-08 | Swagger 2.0 发布            |
| 1.2   | 2014-03-14 | 正式文件的首次发布          |
| 1.1   | 2012-08-22 | Swagger 1.1 发布            |
| 1.0   | 2011-08-10 | Swagger 規格的首個版本      |

## 特征
OpenAPI 規格与语言无关。借助 OpenAPI 的宣告式资源規格，客户端无需了解服务器实现或访问服务器代码即可理解和使用服务。 